# Micrapate straeleni
Micrapate straeleni är en skalbaggsart som beskrevs av Vrydagh 1954. Micrapate straeleni ingår i släktet Micrapate och familjen kapuschongbaggar. Inga underarter finns listade i Catalogue of Life.